# 胼胝体

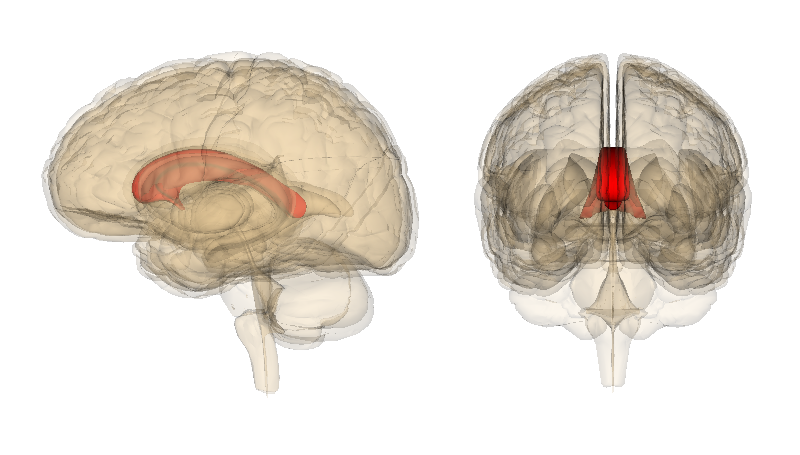
胼胝体

胼胝體（意為“坚韧的身体”）是真獸類哺乳动物大脑中的横行神经纤维束，连接左右两个大脑半球，两半球之间的通信多数依赖它进行。在真獸類的大脑中，胼胝体是最大的联合纤维暨白質带，含有2–2.5亿个神经纤维。非真獸類哺乳动物，如單孔類和有袋類动物均无胼胝体。

## 解剖构造
胼胝体最后侧的部分叫做压部（splenium），最前侧的部分叫做膝部（genu）。压部和膝部之间的部分称为主体（body）或幹部（trunk）。压部和主体之间的部分往往相当窄，因此被称为峡部（isthmus）。胼胝体嘴（rostrum）指的是膝部下方向后延伸的部分，因形似鸟喙而得名。
与胼胝体相邻的大脑皮质称为扣带皮层。

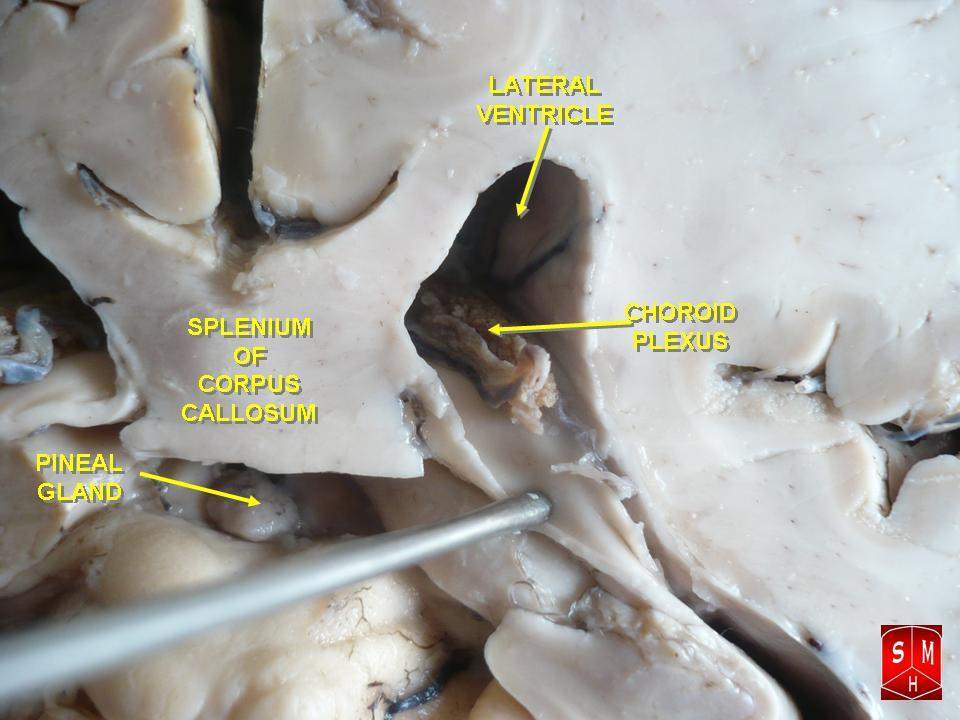
胼胝体

胼胝体内的纤维包含连接两个大脑半球各个叶的纤维。比如胼胝体前部主要包含连接两侧额叶的纤维，后部主要包括连接两侧枕叶和顶叶的纤维。
在胼胝体的两侧神经纤维放射性传入白质，它们穿过大脑皮质的不同部分，从膝部传入額葉组成胼胝体辐射线额部，传入枕叶的被称为胼胝体辐射线枕部。这两个部分之间是纤维的主体，它们被称为脑毯，它们向两边传入颞叶，覆盖侧脑室的中心部分。
膝部的轴突比较细，它们连接大脑两侧之间的前額葉皮質。这些纤维从脑毯中像分叉一样浮现。主体的轴突比较粗，它们连接大脑皮质运动区的不同部分。胼胝体的大部分连接辅助运动区，包括布若卡氏区。压部的纤维传送大脑两个半球顶叶的体感信息和枕叶的视觉皮层之间的信息。

### 变异
胼胝体伴周围神经发育不全是一种少见的先天性障碍，是人最常见的大脑疾病之一。患这种病的人胼胝体部分发育不全或者完全没有。一般在出生后两年内可以确诊胼胝体伴周围神经发育不全。大多数患者在婴儿期或儿童时期会体现严重病症，比较轻的可能在青年时期才有病症出现，也有些只是偶然发现的。最早的病症包括痉挛，此后可能会在吃饭时出现问题，以及很晚才能把头抬起来，坐起来，站起来或者行走。其他病症可能包括智力和体力发育不正常、手眼协调、视觉和听觉记忆出问题等。腦水腫也可能出现。在轻微的情况下可能多年不出现痉挛、语言重复或头痛等现象。
胼胝体伴周围神经发育不全一般不致命，其治疗主要针对病症，如头痛、痉挛等。虽然许多孩子可以保持一般的生活并拥有平均智力，但是仔细的神经心理测试可以显示出与同年龄和教育但是没有患病的孩子之间高级大脑功能的微小差别。有发育延迟和痉挛的胼胝体伴周围神经发育不全孩子也要检查是否有新陈代谢问题。
胼胝体伴周围神经发育不全也包括部分发育、病态发育和发育不全（包括太薄）。
最近的研究显示胼胝体伴周围神经发育不全也与自閉症光譜有关。
电影《雨人》的原型，患有學者症候群的金·匹克也患有胼胝体伴周围神经发育不全。

### 性别差异
在过去一百年里许多学者和爱好者研究和讨论胼胝体的性别差异。20世纪初的研究说男子与女子的胼胝体大小不同。这个结果受到质疑。后来更加高明的图像技术似乎反驳早先的性别差异。但是1990年的先进计算机神经解剖学分析技术证明胼胝体的性别差异是明显的，但是仅仅局限于一定的部位，而且它们与一定测试的认知能力有联系。最近的磁共振成像技术发现，如果用科學方法將男女大腦的大小調整至一致後，女子的胼胝体正中矢状截面平均比较大。
近年来考察人的思想的形式和功能的方法不断提高和扩大。比如除传统的磁共振成像技术外功能性磁共振成像也被用来分析生理，这样可以研究分子渗入或者渗出一个特殊区域或者组织的速度、渗透的各向异性和新陈代谢的速度。这些数据与人胼胝体的结构和微结构的性别差异数据一致。
磁共振成像也被用来做特殊的三维数学关系分析，其结果发现与性别之间差别的数据一致。在一篇回顾里特殊算法发现70%重要的性别差别。

## 其他联系
有报道说音乐家较非音乐家的胼胝体前部较大。另外左手或者两手同利的人的胼胝体比右手的人的胼胝体大0.75平方厘米，或者11%。这些区别集中在胼胝体的前部和后部，压部则没有区别。其他研究显示胼胝体的大小与语言记忆能力和语义编码测试结果有关。患有失讀症的孩子的胼胝体比较小和发育比较弱。
在一段发育重要的时期音乐训练会提高胼胝体的体积。这说明左右手的调谐提高、白质的结构变化和运动和听觉的体积提高，帮助未来的音乐训练。研究发现6岁前就开始音乐训练的孩子（至少获得15个月的训练）的胼胝体体积提高，在11岁以前获得音乐训练的成年人的双手调节提高。

## 临床重要性

### 癫痫

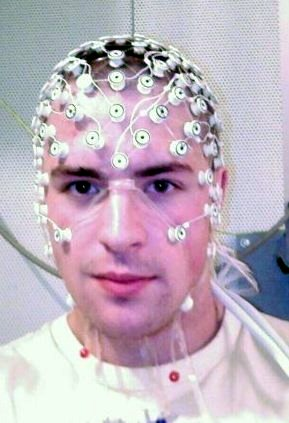
脑电图被用来寻找导致发作的电信号的来源，来考察对胼胝体手术的可能性

胼胝体切开可以用来减轻癫痫的症状。一般在大脑一侧发生发作或者强直－阵挛性发作导致两个半脑之间电流的情况下会采取这个措施。在做手术前神经学家、神经外科医生、心理学家和神经放射医生使用腦電圖、核磁共振成像、正电子发射计算机断层扫描等来考察手术的可能性。

### 其他疾病
胼胝体前部破坏可能导致动性缄默症或触觉命名障碍。胼胝体后部破坏可能导致不带失写症的失读。
補充資料：
- 異手症
- 失讀症而無失寫症（參考胼胝體的壓部受損）
- 胼胝體發育不全症（英语：Agenesis_of_the_corpus_callosum）（參考性腺生成障、發育不全、胼胝體畸形）
- 裂腦
- 狄莫西亞氏症候群（英语：Septo-optic_dysplasia）
- 病灶典型多發性硬化症

### 胼胝体切开
大脑分为两半，胼胝体连接这两半。把胼胝体切开可以帮助癫痫病人减轻发作程度，因为在一个半球的发作不会蔓延到另一个半球里。但是这个手术本身很危险。

## 历史
第一个研究胼胝体的是费城外科医生比恩，1906年他认为“胼胝体特别大的人可能特别聪明”，并认为男子和女子有明显区分。可能与当时的政治气候相关他必须说不同人种胼胝体的大小不同。最后他自己待的实验室的主任富兰克林·默尔否认了他的理论。
1982年拉尔夫·哈罗维在《科学》上发表的文章认为人脑形态的区别与智力有关获得了很多主流媒体的注意。1992年《时代》发表的一篇文章说“由于女子的胼胝体往往比男子的宽，它可能允许两个半球之间更多的交谈，这也许是妇女直觉的基础。”
最近的心理学发表怀疑胼胝体的大小是不是真的有差别。对1980年以来49份研究的荟萃分析发现不论是不是考虑男子的大脑大一些胼胝体并没有性别差异。2006年一份使用片层磁共振成像的研究发现胼胝体没有大小差别。

## 其他哺乳动物

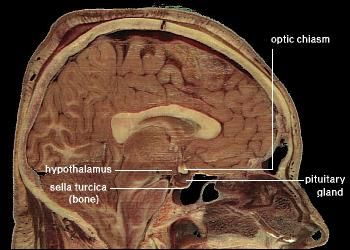
人脑的正中横切面，胼胝体是图正中白色的弧形结构。它的颜色较浅，因为它的髓磷脂成分较高。

在哺乳动物中，仅真獸類生有胼胝体，单孔類和有袋類不具胼胝体。其他脊椎动物，如鸟类、爬行动物、两栖动物和鱼类也无胼胝体。这些无胼胝体的动物有其他结构使两个半球相互通讯，如单孔類主要依赖前连合，牠们的前连合包含所有连接新皮质的神经纤维。灵长类动物的神经传导速度由髓磷脂对神经的覆盖度决定，覆盖度越高，轴突的直径就越大。在大多数灵长类动物中，大脑越大其轴突的直径也越高，以补偿大脑各部分之间的距离，如此大脑便能协调感受和运动。从黑猩猩到人类大脑体积的增长没有导致更高的髓磷脂覆盖度，但胼胝体的髓磷脂覆盖度有一定程度的提高。
人的胼胝体相对其他动物较大，因此它覆盖和排挤海马体。

## 另请参阅
- 神经通路
- 胼胝体下区
- 胼胝体下回
- 灰被（胼胝体上回）